# Artem Tchekh
Artem Tchekh, né le 13 juin 1985 à Tcherkassy, est un écrivain ukrainien. Son vrai nom est Artem Oleksandrovytch Tcherednyk.

## Biographie
Né le 13 juin 1985 à Tcherkassy, Ukraine. Demeurait à Kiev depuis 2002, à Mryn (un village de l'oblast de Tchernihiv) depuis 2008 et puis de nouveau à Kiev depuis 2012. Diplômé en sociologie, Artem Tchekh n’a jamais travaillé dans ce domaine, mais il a travaillé comme acteur du Théâtre dramatique de Tcherkassy, spécialiste de sécurité, journaliste, copywriter, vendeur, promoteur, créateur des modèles. Mai 2015 - juillet 2016 : soldat des Forces armées d’Ukraine.
En 2007 il a gagné le premier prix du deuxième concours de Folio, “Roman urbain de la jeunesse”. Les ouvrages d’Artem ont été traduits en allemand, anglais, polonais, tchèque, russe et publiés dans des publications périodiques, almanachs étrangers. Parmi les traits principaux de ses ouvrages sont le surréalisme, le grotesque, la philosophie, les experimentations littéraires, les autobiographies.
Sa femme, Iryna Tsilyk, est une cinéaste et auteure ukrainienne. Leur fils, Andriy, est né en 2010.

## Œuvre (en ukrainien)
- “Vous ne le trouverez pas sur Yandex” (Kharkiv, éditions Folio, 2007)
- “Kinya” (série “Out of Focus ”, 2007)
- “Un atlas anatomique. Il est difficile d’être un crapaud” (éditions Folio, 2008)
- “Plastique” (éditions Folio, 2008)
- “Doc 1” (éditions Folio, 2009)
- “Porte bleue à gauche” (éditions Folio, 2009)
- “Les écrivains sur le football” (éditions Family Leisure Club, 2011) (co-auteur)
- “Les sirops roses” (Kharkiv, éditions Folio, 2012)
- “Awesome Ukraine” (en collaboration avec Iryna Tsilyk), (Kiev, édition Osnovy, 2012)
- “L’histoire du sport moto en Ukraine” (Kiev, éditions Osnovy, 2012)
- “94 jours. L’Euromaidan dans les yeux de TSN” (Kiev, éditions Osnovy, 2014) (co-auteur)
- “La guerre dans les yeux de TSN” (Kiev, éditions Osnovy, 2015) (éditeur-en-chef)
- “Point zéro” (Kharkiv, éditions Vivat, 2017)
- “District D” (Tchernivtsi, éditions Meridian Czernowitz, 2019)
- “Sur la grande terre” (Kiev, éditions Vydavnytstvo, 2021)
- “Qui es-tu?” (Tchernivtsi, éditions Meridian Czernowitz, 2021)

## Prix littéraires
- 2007, Artem Tchekh a gagné le concours “Roman urbain de la jeunesse” pour son livre “Vous ne le trouverez pas sur Yandex”
- 2017, le prix “LitAccent de l’année” dans la catégorie des essais pour son “Point zéro”.
- 2018, lauréat du prix “Voïn svitla” (Guerrier de lumière), pour son livre “Point zéro”.
- 2018, le prix littéraire Gogol pour le “Point zéro”.
- Octobre, 2018, il a obtenu le prix spécial du Festival des livres de Tcherkassy pour son “District D”.
- Novembre, 2019, lauréat du Prix littéraire Konrad-Korzeniowski.
- 2019, finaliste du Prix Kapuściński pour le reportage littéraire “Point zéro”.
- Le prix “Livre de l’année BBC” pour le roman “Qui es-tu?” (Meridian Czernowitz).